# HMS Arrow (H42)
Pour les autres navires du même nom, voir HMS Arrow.
Le HMS Arrow est un destroyer de classe A de la Royal Navy.

## Histoire
Au déclenchement de la Seconde Guerre mondiale, l’Arrow est déployé à l'île de Portland au sein de la 18e flottille de destroyers pour des missions de patrouille anti-sous-marine et de défense des convois. Il effectue ces tâches en octobre et, le 24 octobre, se rend au chantier naval de Devonport pour y subir des réparations afin de réparer les défauts de la turbine. Ces réparations durent jusqu'en décembre, et à son retour au service en janvier, l’Arrow est nommé au sein de la 16e flottille de destroyers à Portsmouth. Il se joint à la flottille le 10 janvier après avoir terminé ses essais après le radoub, et le jour suivant est, avec ses sister-ships Achates et Anthony, détaché pour escorter le cuirassé Royal Sovereign pendant une partie de son voyage à Halifax pour couvrir les convois de l'Atlantique. L’Arrow est détaché le 30 janvier et retourne à Devonport pour réparer ses machines.
Ces réparations durent jusqu'en mars et, le 10 mars, il reprend ses fonctions de défense des convois dans la Manche et les atterrages occidentaux. Il est transféré au sein de la 12e flottille de destroyers assignée à la Home Fleet en avril, et chargé de soutenir les opérations militaires à la suite des débarquements des troupes alliées en Norvège après l'invasion allemande. Il va à Rosyth et le 16 avril embarque des troupes et des magasins pour Namsos, en Norvège. Il va avec son sister-ship Acheron le 17 avril et le 19 avril, il débarque ses troupes et ses magasins à Åndalsnes, plutôt qu'à Namsos. Une fois cela réalisé, il retourne à Rosyth. Il navigue à nouveau le 24 avril, en compagnie des croiseurs Birmingham et York, et des destroyers Acheron et Griffin avec plus de troupes et de magasins pour Åndalsnes. Ils débarquent les troupes et les magasins le 25 avril et le lendemain arrivent à Molde pour prendre des chalutiers ennemis, déguisés en néerlandais mais censés déployés transporter des renforts ennemis. L’Arrow vise le chalutier allemand Schelswig (Schiff 37), mais est accidentellement percuté par le Birmingham pendant l'action. L’Arrow subit de graves dommages structurels et doit être retiré du service opérationnel. Il rentre au Royaume-Uni le 27 avril, escorté par l’Acheron et est pris en main le 29 avril par un chantier naval commercial à Middlesbrough.
Il est de retour en service le 13 mai et rejoint les opérations norvégiennes le 14 mai. Il sauve 80 survivants ce jour-là des navires norvégiens qui coulent à cause des attaques aériennes allemandes contre des navires transportant des réfugiés vers les îles Féroé. Le 29 mai, il est déployé avec les destroyers Echo, Firedrake, Havelock et Vanoc pour évacuer les troupes de Mo i Rana et de Bodø. Les troupes sont emmenées à Harstad en vue de leur évacuation finale de la Norvège. L’Arrow continue à être déployé au large de la Norvège tout au long du mois de juin et, le 7 juin, il escorte un lent convoi de navires de ravitaillement depuis Harstad, avec le Stork et dix chalutiers, dans le cadre de l'opération Alphabet. Ils retournent au Royaume-Uni où l’Arrow reprend ses fonctions de flottille. Il va vers le Nore et le 26 juin est pris en main pour un radoub à Sheerness. Le travail consiste à améliorer ses capacités de défense anti-aérienne.
Il rejoint la 16e flottille de destroyers à Harwich le 4 juillet et accomplit des missions de patrouille anti-invasion et de défense des convois au large de la côte est. Le 24 juillet, il est transféré dans le Commander-in-Chief, Western Approaches, basé à Greenock. Il est déployé pour des missions de défense de convoi dans les atterrages occidentaux et le 16 août, lui et l’Achates attaquent un U-boot aperçu par le croiseur marchand armé Cheshire. Le 27 août, l’Arrow sauve des survivants d'un bateau à vapeur grec et le 13 septembre, des survivants du navire marchand grec SS Poseidon. Le 8 octobre, il rejoint l'escorte militaire du convoi WS-3 dans la Clyde, avec le croiseur Kenya et les destroyers Achates, Sabre et Vimy, couvrant le passage du convoi à travers les atterrages nord-occidentaux. L’Arrow et les destroyers d'escorte sont détachés le 12 octobre et retournent dans la Clyde, où ils reprennent les fonctions de défense des convois d'Islande. Le Kenya reste avec le convoi jusqu'à Freetown.
Le 13 novembre, l’Arrow sauve les survivants du navire marchand SS Empire Hind, coulé par une attaque aérienne dans l'Atlantique Nord. Le 14 novembre, il est à côté du pétrolier MV San Demetrio au large d'Achill Head et l'escorte dans la Clyde. Le San Demetrio avait été attaqué par le croiseur allemand Admiral Scheer le 5 novembre, mais après avoir initialement abandonné le navire alors en feu, l'équipage l'avait réembarqué pour assurer le sauvetage de sa précieuse cargaison. Ils arrivent dans la Clyde le 16 octobre, et l’Arrow entre en réparation au chantier naval de Barclay Curle le lendemain, pour réparer ses machines. Il est de nouveau en action le 14 janvier 1941, lorsqu'il rejoint la Home Fleet. Il rejoint la 3e flottille de destroyers pour la défense anti-sous-marine des convois le lendemain. En février, l’Arrow se déploie dans les atterrages nord-occidentaux et la mer du Nord, escortant des convois d'Aberdeen, de Scapa Flow et de la Clyde vers l'Islande.
Il rejoint le convoi militaire WS-7 dans la Clyde le 24 mars, comme escorte avec le cuirassé Nelson, lors du passage de l'Atlantique du convoi à Freetown. Lui et le Nelson sont détachés le 4 avril et reviennent à Scapa Flow. Pendant ce temps, il a des problèmes avec ses chaudières qui nécessitent une attention particulière. Il va à Chatham pour un radoub le 2 mai et se retire du service opérationnel pendant que ses chaudières sont réparées. Les travaux sont achevés en juin. Le 21 juin, alors qu'il se rend à Scapa Flow, il fait exploser une mine au large de Flamborough Head et doit aller à Middlesbrough avec une chaudière. Il est pris en charge par Smiths Dock le 22 juin pour des réparations qui durent jusqu'en octobre. Pendant ce temps, il est nommé pour le service extérieur, et après avoir effectué des essais après réparation, il est préparé pour le service en Méditerranée orientale.
Le 18 novembre, l’Arrow et les destroyers Gurkha, Zulu, Foxhound et l'australien HMAS Nestor rejoignent le croiseur Dido lors du passage à Gibraltar, où ils arrivent le 21 novembre. Les mêmes navires repartent le lendemain pour Malte, où ils arrivent le 24 novembre. Le 26 novembre, ils rejoignent le croiseur Ajax et les destroyers Lance et Lively pour escorter le convoi ME-8 à destination d'Alexandrie. Les navires arrivent à Alexandrie le 29 novembre, où l’Arrow et les autres escortes rejoignent la Mediterranean Fleet.
En janvier 1942, il se déploie hors d'Alexandrie, où le 12 janvier il est la cible d'une attaque ratée par un sous-marin ennemi. L’Arrow fait une recherche infructueuse de son attaquant avec le destroyer Hero. Le 24 janvier, il fait partie de l'escorte du convoi maltais MF-4. Il navigue pour Alexandrie le 26 janvier après que l'escorte du Breconshire est transférée au croiseur Penelope et aux destroyers Lively, Legion, Maori et Zulu de la Force K. L’Arrow fait son retour le 27 janvier avec la Force B, qui escorte le convoi ME-9, venu de Malte avec la Force K. L’Arrow et le convoi arrivent à Alexandrie le 28 janvier.
Le 12 février, il rejoint l'équipe des croiseurs Naiad, Dido et Euryalus avec les destroyers Griffin, Hasty, Havock, Jaguar, Jervis, Kelvin et Kipling, fournissant une couverture pour le passage des convois MW-9 et MW-9A à travers l'est de la Méditerranée. Ils subissent des attaques aériennes lourdes le 13 février, au cours desquelles le navire marchand Clan Campbell est gravement endommagé et doit être escorté jusqu'à Tobrouk. Les attaques se poursuivent tout au long du 14 février et un autre membre du convoi, le Clan Chattan, est abandonné après avoir pris feu. La force d'escorte remet l'escorte du MW-9 à la Force K, qui emmène les navires marchands à Malte, tandis qu'ils reprennent l'escorte du Breconshire et de trois marchands du convoi ME-10 et les escortent à Alexandrie. Ils arrivent au port le 15 février. En mars, l’Arrow est transféré dans l'océan Indien pour renforcer l'Eastern Fleet.
Il rejoint l'Eastern Fleet à Gan le 4 avril, où il est déployé pour accompagner les cuirassés Ramillies, Royal Sovereign, Resolution et Revenge, le porte-avions Hermes, les croiseurs Caledon, Dragon et le néerlandais HNLMS Jacob van Heemskerck et les destroyers Fortune, Griffin, Decoy, Scout, australiens HMAS Norman et HMAS Vampire et néerlandais HNLMS Isaac Sweers. L’Arrow est transféré le 6 avril avec la Force B au port Kilindini, après la perte du Hermes, et les attaques aériennes japonaises sur Ceylan. L’Arrow est déployé le 15 avril, assurant une protection anti-sous-marine pour les convois naviguant entre Madagascar et le cap de Bonne-Espérance. Il est retiré du service actif le 20 mai après avoir subi une série de défauts et est pris en main à Durban le 21 mai pour un radoub.
Il reprend ses fonctions le 2 juillet et passe le mois d'août à escorter des convois entre le cap de Bonne-Espérance et Madagascar. En septembre, il soutient l'occupation finale de Madagascar. Il rejoint les destroyers Active, Blackmore et Inconstant dans la 3e division de destroyers de la force M. Le 9 septembre, ils forment l'escorte pour les navires de la Force M, et couvrent les débarquements à Mahajanga. Il est libéré de l'opération le 30 septembre et transféré à Freetown pour des fonctions de défense de convoi dans l'Atlantique Sud. Il prend ses fonctions là-bas en octobre, et le 8 octobre, se déploie au large du Cap avec Active et Foxhound pour des opérations de recherche anti-sous-marines et pour sauver les survivants de navires marchands coulés. Il est de nouveau retiré du service en novembre en raison d'une récurrence de défauts de machines. Il retourne au Royaume-Uni et est en réparation dans un chantier naval commercial à Middlesbrough à partir du 18 novembre. Ces réparations durent jusqu'en mars 1943, il retourne à Scapa Flow le 26 mars. Après quelques manœuvres, il revient en réparation jusqu'en mai.
Le 21 juin, il rejoint les destroyers Blankney, Blencathra, Brecon, Brissenden, Hambledon, Ledbury, Mendip, Viscount, Wallace, Witherington et Woolston dans la Clyde comme escorte pour les convois conjoints KMF-17 à Gibraltar et le convoi militaire WS-31 vers le Moyen-Orient et l'Inde. L’Arrow est détaché avec les navires de KMF-17 le 26 juin lorsque le destroyer d'escorte pour WS-31 à Freetown arrive de Gibraltar. Il escorte les navires du KMF-17 à Gibraltar avec les mêmes destroyers, puis rejoint la flottille à l'arrivée. En juillet, Il est nommé au service de la Force de soutien de l'Est pour le débarquement en Sicile. Il participe au débarquement le 10 juillet avec la force de soutien, puis est déployé pour escorter les convois de suivi.
Dans le port d'Alger, le 4 août, l’Arrow est incendié par l'explosion du navire marchand Fort La Montee. Il subit de lourds dommages, subit de nombreuses pertes et finit par être handicapé. Il est remorqué à Gibraltar, y arrivant le 18 septembre pour y subir des réparations. Des réparations temporaires sont faites tout au long du mois d'octobre, avant d'être remorqué à Tarente pour des réparations permanentes. Il quitte Gibraltar le 19 novembre et arrive à Tarente le 27 novembre. Une enquête est menée en décembre pour évaluer l'ampleur des travaux nécessaires, et les mois de janvier à septembre 1944 sont passés en réparation. Au fur et à mesure que les réparations se poursuivent, l'état du navire est de moins en moins satisfaisant, et son utilisation future est maintenant à l'étude. Le 17 octobre, on décide que les travaux de réparation doivent être suspendus et que le navire doit être déséquipé. Cela est effectué en décembre 1944 et en janvier 1945, le navire est une carcasse à Tarente. Il y reste jusqu'en mai 1949, quand il est démoli.